# Kōta Hirano
Kōta Hirano (jap. 平野 耕太, Hirano Kōta; * 14. Juli 1973 in Adachi, Tokio, Japan) ist ein japanischer Manga-Zeichner.

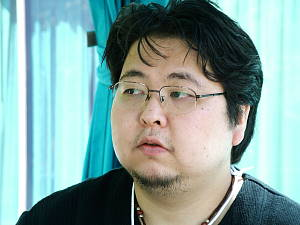
Kōta Hirano (2005)

## Leben
Hirano begann seine Karriere als Assistent bei anderen Manga-Zeichnern. Sein erstes Werk als professioneller Zeichner veröffentlichte er 1995 mit dem pornografischen Manga Coyote im Manga-Magazin Manga Papipo. Es folgten weitere erotische Comics aus seiner Feder.
1996 zeichnete er für das Magazin Comic Gum die Manga-Serie Dai Dōjin Monogatari. Eine weitere Serie schuf er von 1997 bis 1998 unter dem Titel Susume!! Seigaku Dennō Kenkyū für die Videospiel-Zeitschrift Famitsu.
Sein bisher größter Erfolg gelang Hirano mit der Mangaserie Hellsing, an der er von 1997 bis 2008 für das Young King Ours-Magazin arbeitete. Der Manga über eine Organisation, die gegen Vampire kämpft, wurde als Anime-Fernsehserie umgesetzt und in mehrere Sprachen übersetzt. Hellsing umfasst zehn Sammelbände. Ein Band verkauft sich in Japan etwa 200.000 Mal.

## Werke
- Coyote, 1995
- Dai Dōjin Monogatari (大同人物語), 1996
- Susume!! Seigaku Dennō Kenkyū (進め!!聖学電脳研究部), 1997–1998
- Hellsing, 1997–2008
- Drifters, seit 2009